# 리수옌

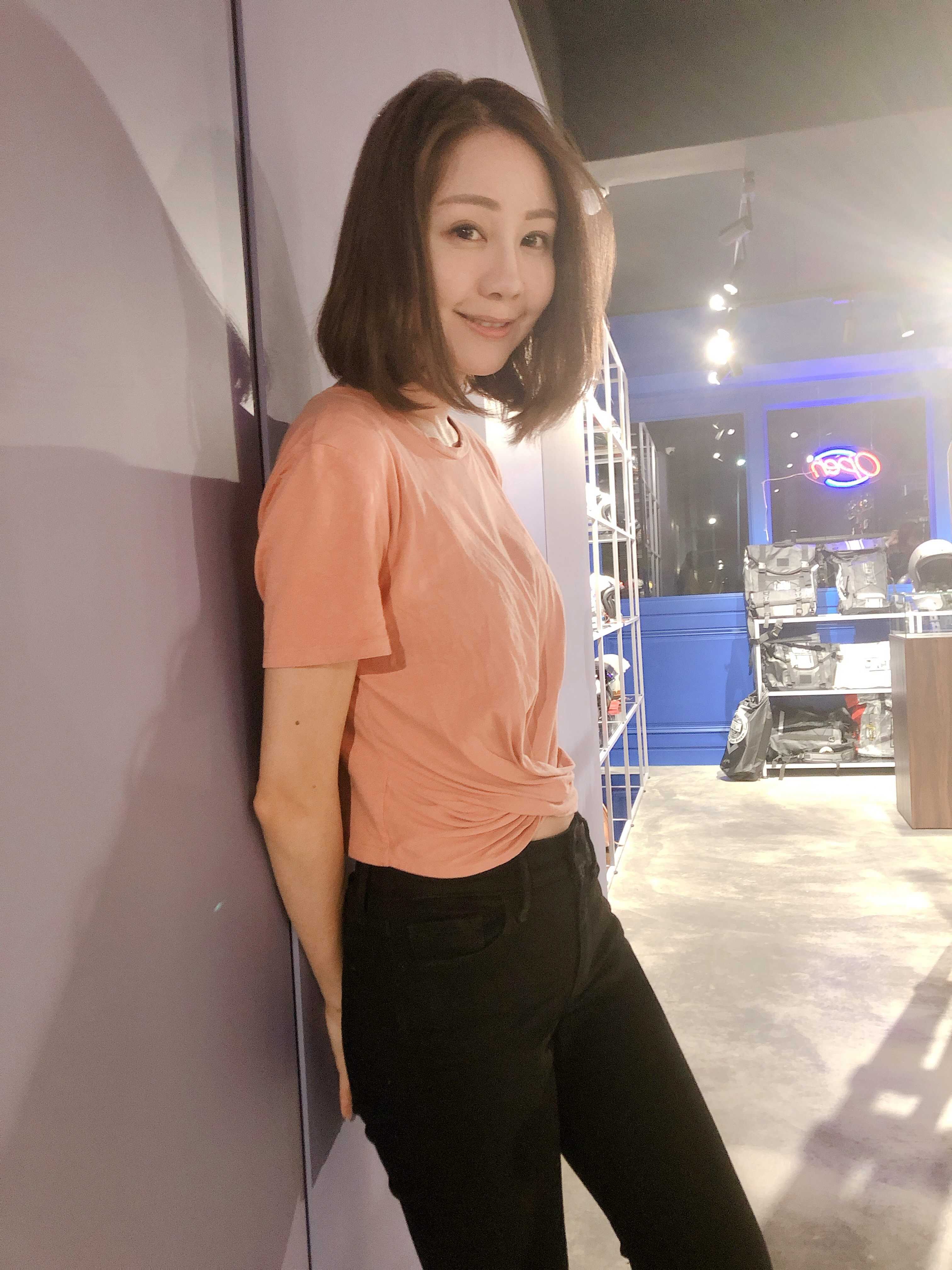

리수옌(중국어 정체자: 李姝姸, 병음: Lî Shūyán, 한자음: 이주연, Stephanie Lee, 1988년 9월 13일 ~ )은 대만의 배우이다.

## 방송
- 종극일반
- 명중주정아애니
- 행복적기점
- 천하부모심
- 거광원지